# Comuna Nîjnie Sînovîdne, Skole
Nîjnie Sînovîdne (în ucraineană Нижнє Синьовидне) este o comună în raionul Skole, regiunea Liov, Ucraina, formată din satele Nîjnie Sînovîdne (reședința) și Tîșivnîțea.

## Demografie
Componența lingvistică a comunei Nîjnie Sînovîdne
     Ucraineană (99,59%)
     Alte limbi (0,41%)
Conform recensământului din 2001, majoritatea populației comunei Nîjnie Sînovîdne era vorbitoare de ucraineană (99,59%), existând în minoritate și vorbitori de alte limbi.